# Rivière à la Tortue
La rivière à la Tortue coule vers l'est, dans les municipalités de Hérouxville, Saint-Séverin et Saint-Stanislas, dans les MRC Mékinac et Les Chenaux, Mauricie, Québec, Canada.

## Géographie
La rivière à la Tortue prend sa source à l'embouchure du lac à la Tortue (partie nord du lac, situé dans Hérouxville). La partie sud du lac à la Tortue se situe dans la ville de Shawinigan, secteur Lac-à-la-Tortue.
Sur le chemin de la Grande-Ligne, le barrage de la rivière à la Tortue permet de régir le niveau d’eau du lac du même nom.

### Barrage sur la rivière à la Tortue
Le barrage qui permet de régulariser l’évacuation de l’eau du lac à la Tortue, et d’en assurer la gestion du niveau d’eau, est situé sur la rivière à la Tortue, près du chemin de la Grande Ligne à Hérouxville.  Il se retrouve à environ 800 mètres du point de décharge du lac et a été l’objet d’une restauration majeure en 1999. — Association pour la Protection du Lac-à-la-Tortue

Le barrage est constitué essentiellement d’un radier de béton sur lequel une poutrelle est installée (sauf en hiver). Ce radier, d’une hauteur de 1,10 m, retient en amont une tranche d’eau de 0,5 m qui représente 1 660 000 m³ d’eau. — Barrage du lac à la Tortue
| Informations sous toute réserve (sources non vérifiables) |
| --- |
| À partir du lac à la Tortue, la rivière se dirige à priori vers le nord-est. Elle traverse subséquemment : - rang 10 de Hérouxville, sur 0,7 km, pour aller couper la route de la Grande-Ligne qui constitue la ligne de séparation des seigneuries de Batiscan et de Champlain ; - rang Saint-Pierre (sud-ouest) de Hérouxville sur 1,3 km. Tributaire : cours d'eau Drouin et Brouillette (comportant la branche Adam-Cossette) ; - rang Saint-Pierre (nord-est) de Hérouxville sur 2,4 km en ligne directe (ou 3,1 km en suivant le parcours de la rivière), où la rivière fait une grande courbe vers la droite en se dirigeant vers le sud-est. Puis, le parcours de la rivière entre dans Saint-Narcisse, par l'extrémité nord-ouest (rang Côte St-Pierre - Coté Nord-Est), où elle traverse quatre lots, sur 1,4 km, mesuré en suivant le parcours de la rivière. Tributaire : cours d'eau Bordeleau et Jacques ; - rang Saint-Paul (côté sud-ouest) Saint-Séverin, sur 4,6 km en ligne directe (ou 5,8 km en suivant le parcours de la rivière). Tributaires : décharge de la Baie du rang Saint-Pierre, cours d'eau Delfi et Ayotte (comportant la branche Lafrance) ; - rang Saint-Paul (nord-est) dans Saint-Séverin, sur 1,9 km en ligne directe (ou 2,3 km en suivant le parcours de la rivière). Tributaire : ruisseau Lépine. La rivière à la Tortue coupe le chemin Côte Saint-Paul à environ 3,2 km au sud-est de l'intersection de la route de la Côte Saint-Louis ; - concession Saint-Louis (sud-ouest), sur 1,2 km en ligne directe (1,7 km en suivant le parcours de la rivière), sur les lots 158-159. La rivière coupe le chemin Saint-Louis à environ 0,6 km de l'intersection de la route 159 ; - le rang sud-ouest de la rivière des Envies dans Saint-Stanislas, sur 2,8 km en ligne directe (4 km en suivant le parcours). Tributaires : cours d'eau Brûlé (lot 280) et ruisseau Gignac (lot 288). Finalement, la rivière se déverse dans la rivière des Envies à Saint-Stanislas, près du pont actuel de la route 159, à 3,5 km de l'embouchure de la rivière des Envies. Le sous-bassin hydrographique de la rivière à la Tortue est situé entre celui de la rivière des Envies (au nord-est) et celui de la rivière des Chutes (au sud-est). La distance en ligne directe, entre sa source et son embouchure, est de 14 km (ou 20,4 km en suivant le parcours de la rivière). |

## Toponymie
L'origine de ce nom et, le cas échéant, sa signification n’ont pu être déterminées jusqu’à maintenant.
— Rivière à la Tortue, origine et signification

## Photos

Rivière à la Tortue sous la pluie
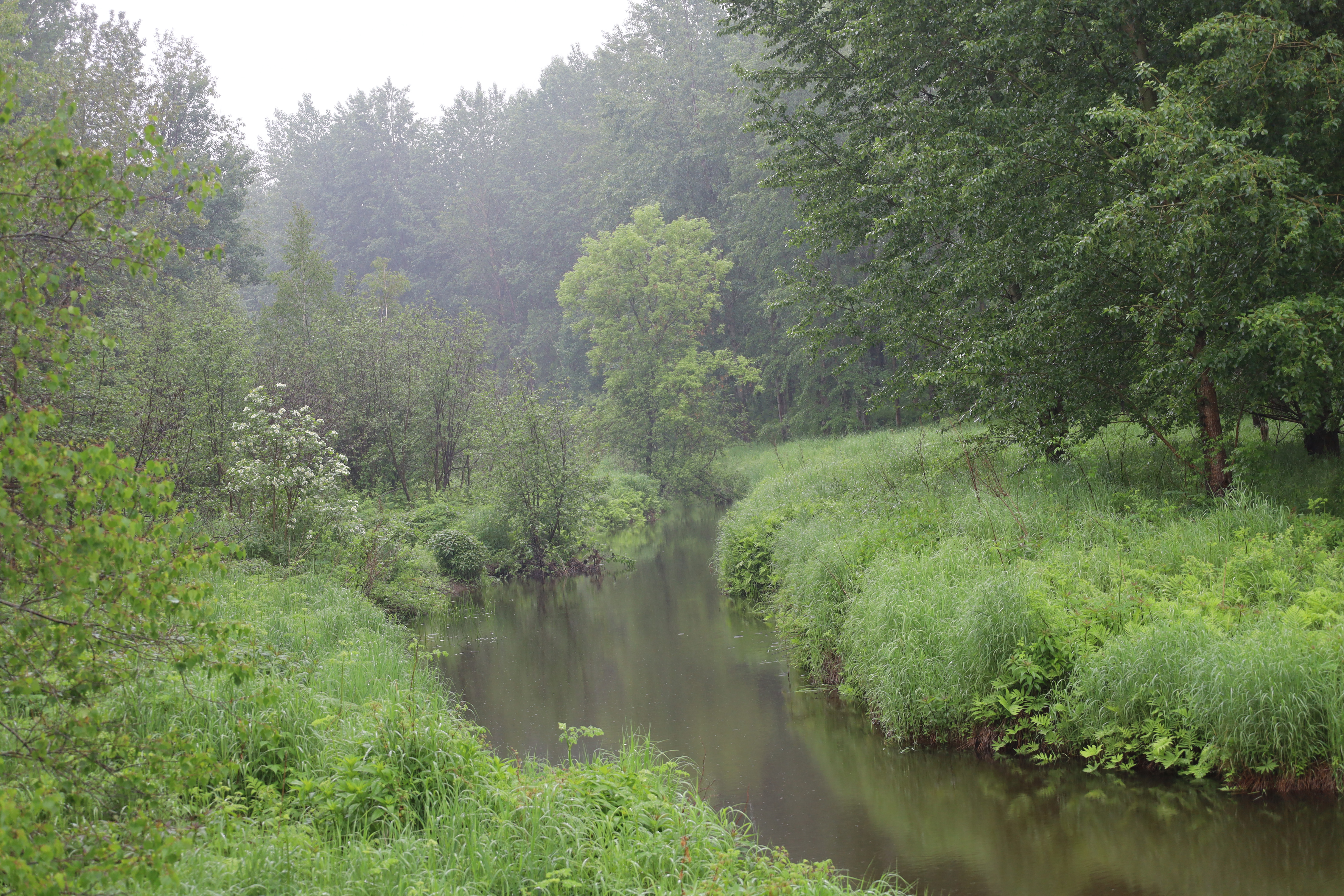
Rang Saint-Pierre Sud, Hérouxville.
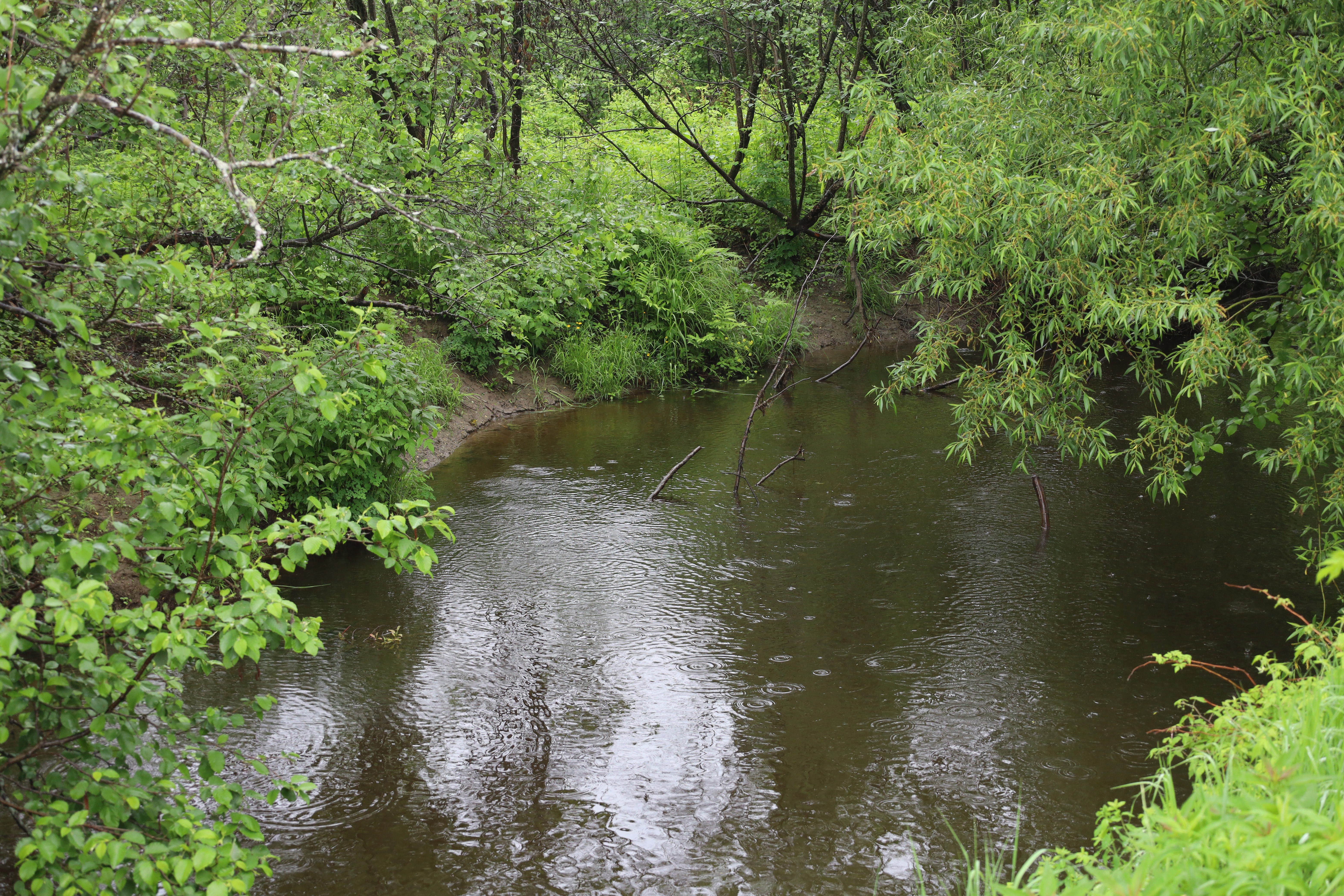
Rang Saint-Pierre Sud, Hérouxville.
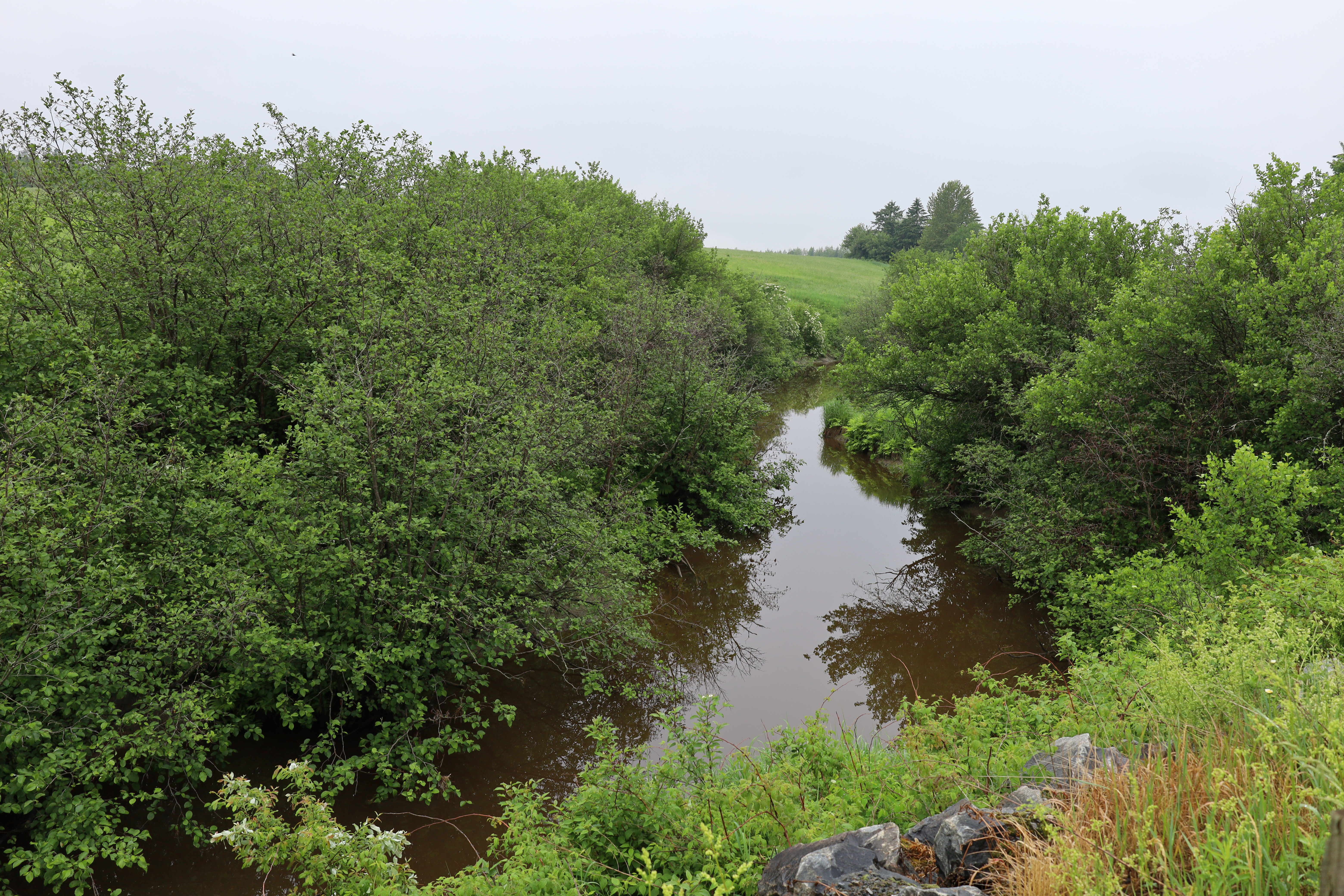
Chemin de la Côte-Saint-Paul, Saint-Séverin.
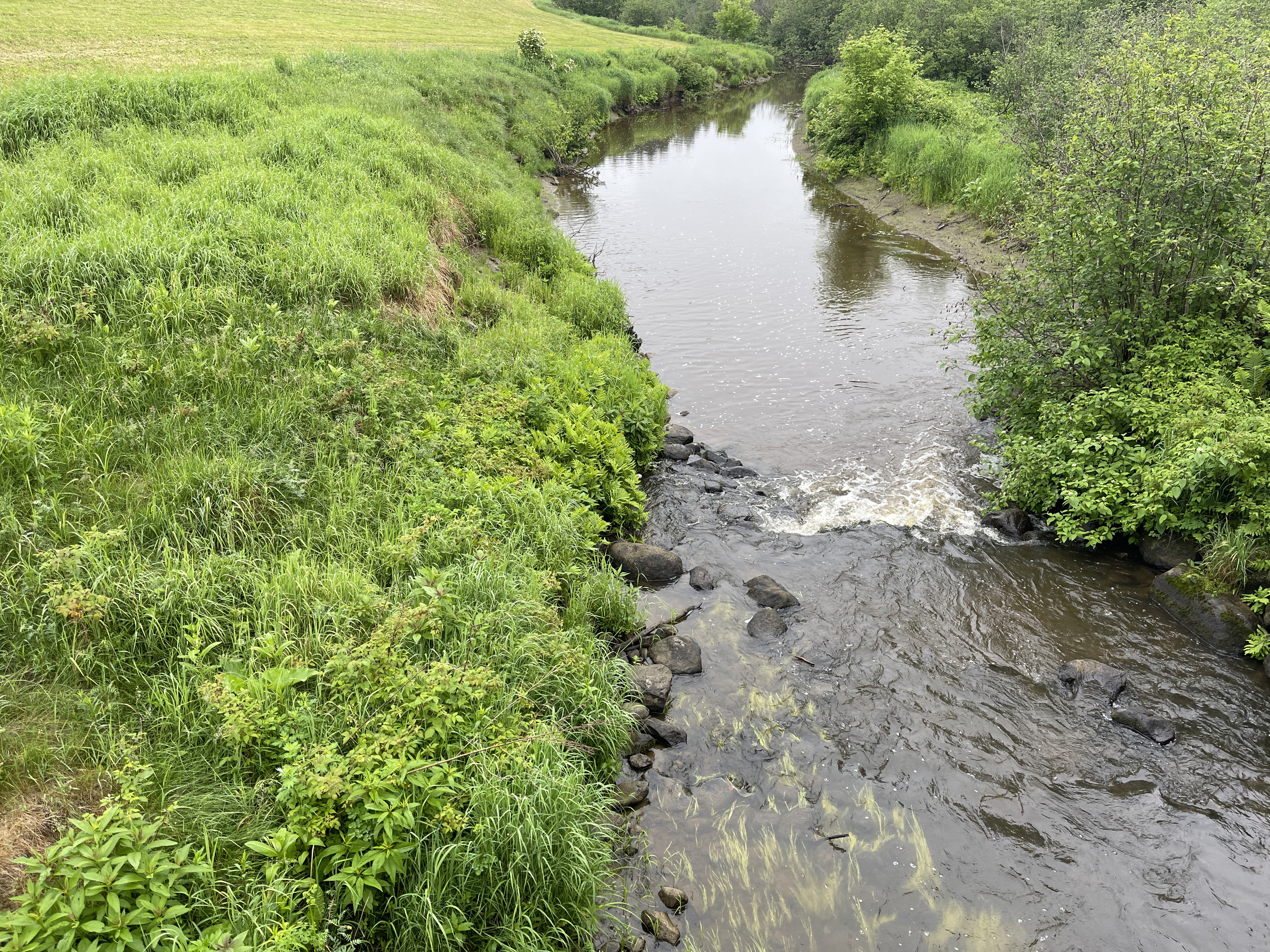
Chemin de la Côte-Saint-Paul, Saint-Séverin.
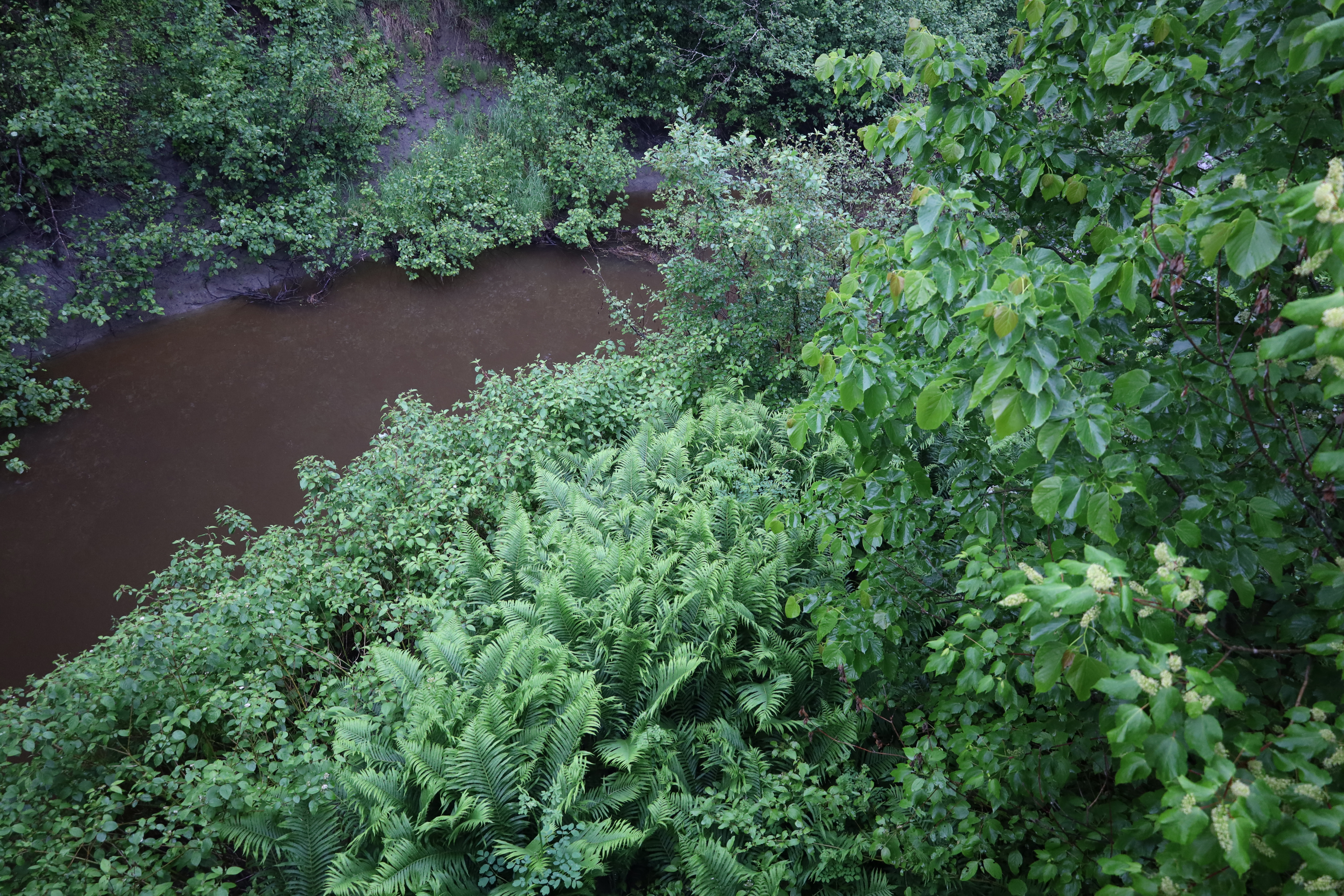
Chemin de la Côte-Saint-Louis, Saint-Stanislas.
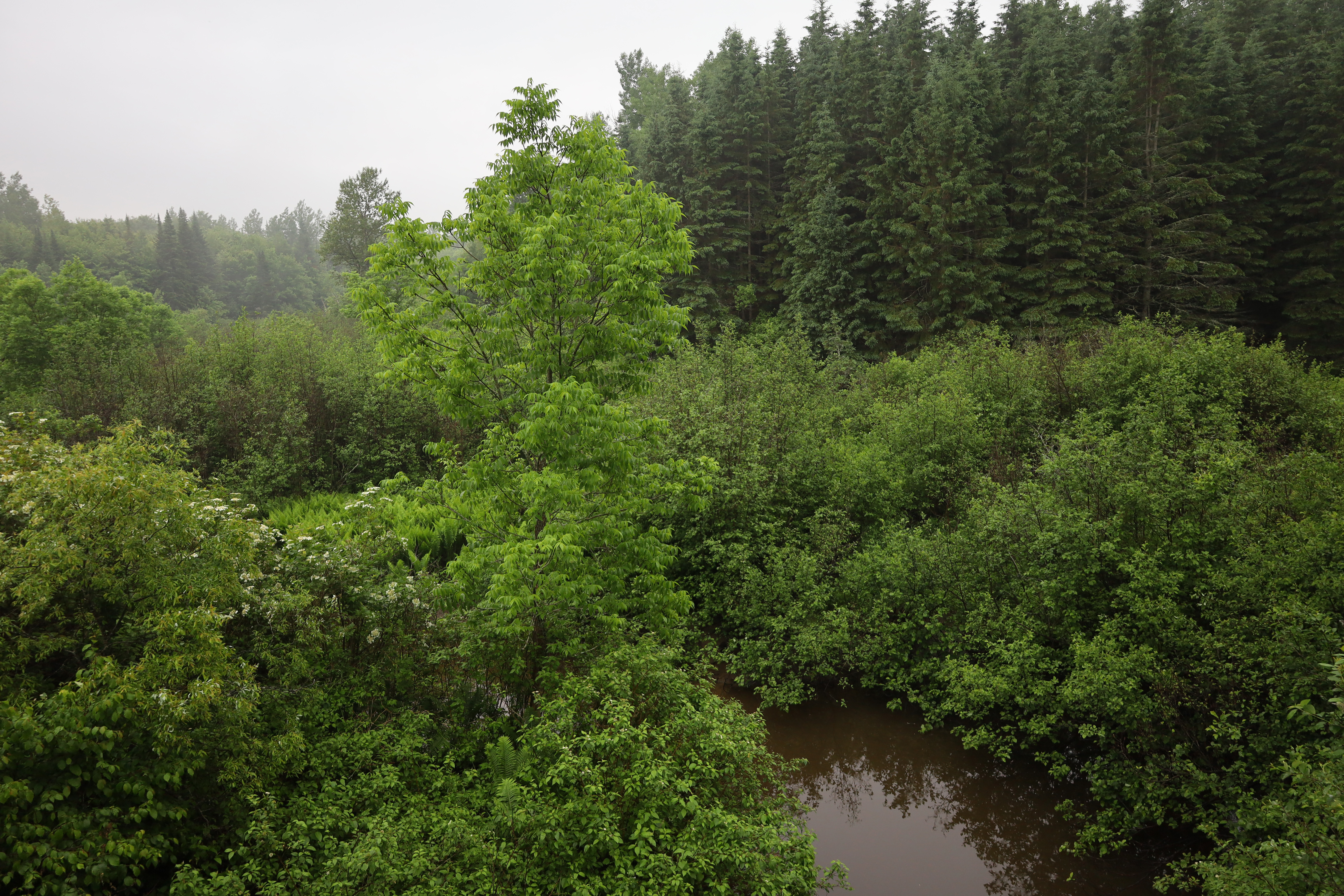
Chemin de la Côte-Saint-Louis, Saint-Stanislas.